# 槽秆荸荠
槽秆荸荠（学名：Heleocharis mitracarpa），是莎草科荸荠属的一种多年生草本植物。果期6至8月份。根茎及种子繁殖。生于湿地、水边及浅水中。危害水稻，是水稻田常见杂草，发生量较大，危害较重。